# Deutsche Schwimmmeisterschaften 1972
Die 84. Deutschen Meisterschaften im Schwimmen fanden im vom 19. bis 23. Juli 1972 in der Olympia-Schwimmhalle von München statt. Die Titelkämpfe dienten gleichzeitig als Qualifikationswettkampf für die Olympischen Sommerspiele 1972 die ebenfalls in München stattfanden. Während der Meisterschaften wurden zehn neue  DSV-Rekorde aufgestellt.
| Disziplin           | Männer           | Männer                  | Männer  | Frauen          | Frauen                  | Frauen  |
| Disziplin           | Name             | Verein                  | Zeit    | Name            | Verein                  | Zeit    |
| ------------------- | ---------------- | ----------------------- | ------- | --------------- | ----------------------- | ------- |
| 100 m Freistil      | Klaus Steinbach  | DSV-Schule Max Ritter   | 00:53,4 | Jutta Weber     | Wasserfreunde Wuppertal | 01:00,6 |
| 200 m Freistil      | Klaus Steinbach  | DSV-Schule Max Ritter   | 01:56,0 | Jutta Weber     | Wasserfreunde Wuppertal | 02:12,0 |
| 400 m Freistil      | Werner Lampe     | SSF Bonn 1905           | 04:08,6 | Uta Schütz      | SV Nikar Heidelberg     | 04:38,1 |
| 800 m Freistil      |                  |                         |         | Uta Schütz      | SV Nikar Heidelberg     | 09:34,0 |
| 1500 m Freistil     | Peter Rosenkranz | SV Würzburg 05          | 16:34,8 |                 |                         |         |
| 100 m Brust         | Walter Kusch     | SSF Bonn 1905           | 01:05,9 | Dagmar Sierck   | SV Nikar Heidelberg     | 01:18,2 |
| 200 m Brust         | Walter Kusch     | SSF Bonn 1905           | 02:25,7 | Verena Eberle   | Wasserfreunde München   | 02:44,8 |
| 100 m Rücken        | Andreas Weber    | DSW 1912 Darmstadt      | 01:01,8 | Silke Pielen    | DSV-Schule Max Ritter   | 01:08,0 |
| 200 m Rücken        | Norbert Verweyen | SSF Bonn 1905           | 02:14,6 | Annegret Kober  | SV Neptun - Siegerland  | 02:26,0 |
| 100 m Schmetterling | Hans Lampe       | SSF Bonn 1905           | 00:58,6 | Heike Nagel     | DSW 1912 Darmstadt      | 01:05,8 |
| 200 m Schmetterling | Folkert Meeuw    | Wasserfreunde Wuppertal | 02:07,6 | Heike Nagel     | DSW 1912 Darmstadt      | 02:27,6 |
| 200 m Lagen         | Klaus Steinbach  | DSV-Schule Max Ritter   | 02:13,2 | Helmi Boxberger | SV Nikar Heidelberg     | 02:31,1 |
| 400 m Lagen         | Michael Holthaus | Wasserfreunde Wuppertal | 04:51,7 | Helga Niemann   | SSF Bonn 1905           | 05:21,8 |